# Rijksdienst voor het Cultureel Erfgoed

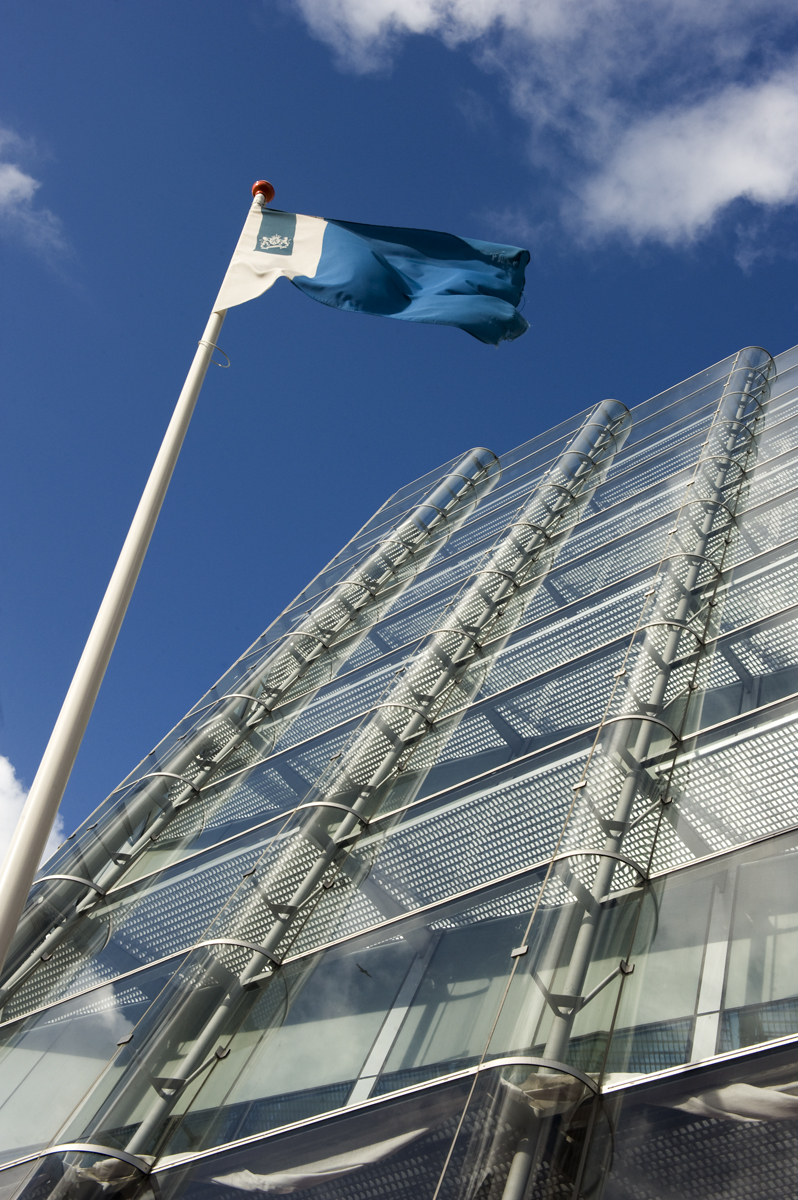
Hauptquartier des RCE in Amersfort

Der Rijksdienst voor het Cultureel Erfgoed (abgekürzt RCE; deutsch „Reichsdienst für das Kulturelle Erbgut“) ist die Ausführungs-, Umsetzungs- und Forschungsorganisation des niederländischen Ministeriums für Bildung, Kultur und Wissenschaft (Ministerie van Onderwijs, Cultuur en Wetenschap) mit Zuständigkeit für alle Bereiche des Kulturerbes: Archäologie, Denkmäler inklusive Bau- und Bodendenkmäler, bewegliches Erbe und Kulturlandschaft. Er ist die oberste Behörde für Denkmalschutz und Denkmalpflege des Königreichs der Niederlande. Die Verwaltung befindet sich in Amersfoort (Provinz Utrecht).

## Historische Entwicklung
Aktiver Denkmalschutz wurde durch die niederländische Regierung erstmals 1875 in Angriff genommen, als die Abteilung für Kunst und Wissenschaften (Afdeling Kunsten en Wetenschappen) im Innenministerium (Ministerie van Binnenlandse Zaken) eingerichtet wurde. In den ersten Jahren ihres Bestehens (1875–1901) stand sie unter der Leitung von Victor de Stuers. Aufgabe der Abteilung war es, Zuschüsse für die Restaurierung von Denkmälern bereitzustellen.

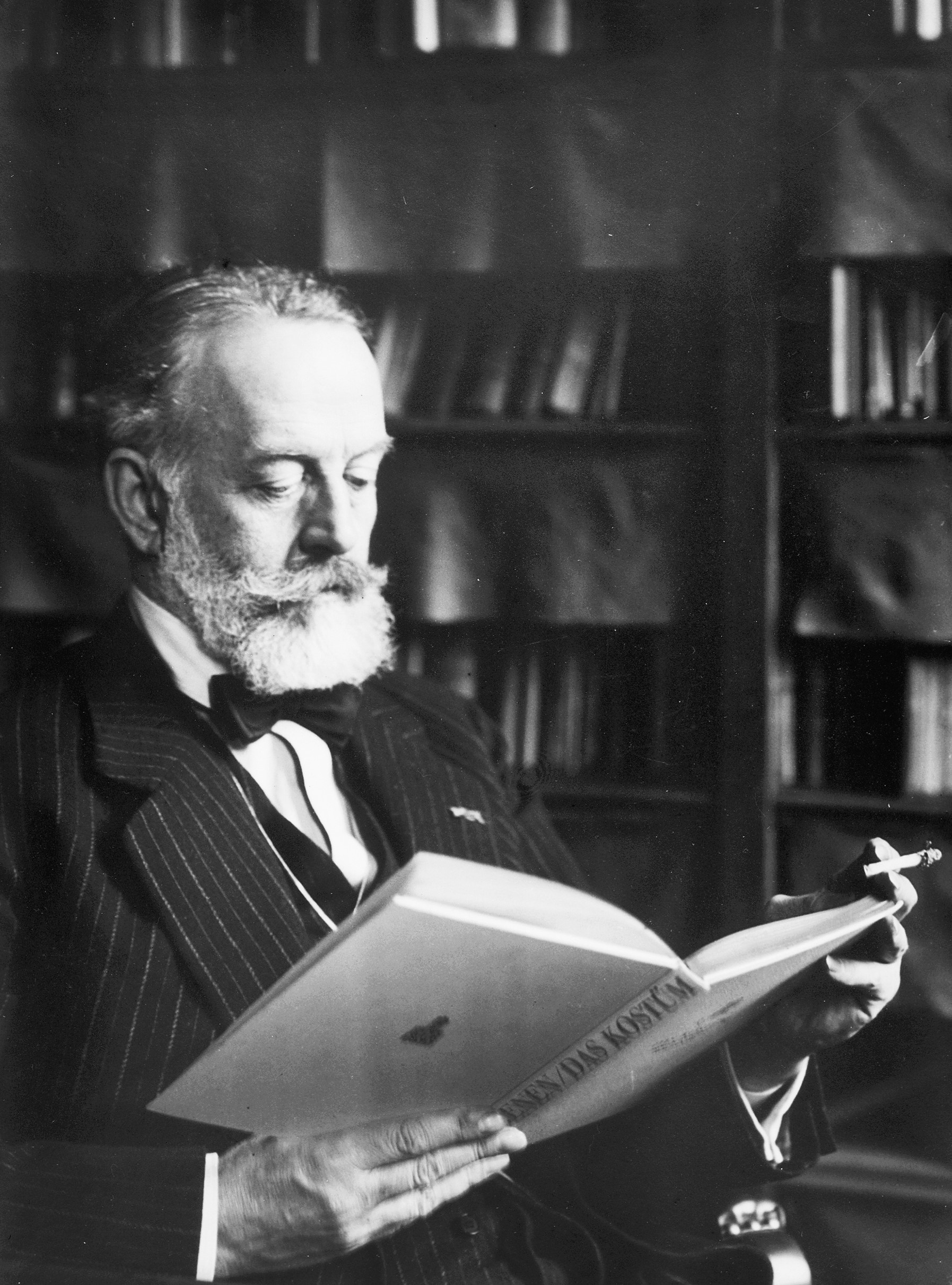
Jan Kalf (1873–1954), erster Direktor des Rijksbureau voor de Monumentenzorg (1918–1939)

1903 wurde eine nationale Kommission gegründet, die eine Bestandsaufnahme und Dokumentation der Denkmäler in den Niederlanden durchführte. Sie stand unter der Leitung des Architekten Eduard Cuypers (1854–1927). Die Arbeit der Kommission führte dazu, dass 1918 das Rijksbureau voor de Monumentenzorg („Reichsbüro für Denkmalschutz/Denkmalpflege“) gegründet wurde, das bis 1946 bestand. Erster Direktor von 1918 bis 1939 wurde Jan Kalf, der zuvor Sekretär von Cuypers gewesen war. 1946 wurde der Name in Rijksdienst voor de Monumentenzorg (RDMZ) („Reichsdienst für Denkmalschutz/Denkmalpflege“) geändert.
Die archäologische Abteilung wurde 1946 unter dem Namen Rijksdienst voor het Oudheidkundig Bodemonderzoek (ROB) („Reichsdienst für archäologische Bodenforschung“) als eigenständige Organisation abgespalten. Dessen langjähriger Direktor von 1965 bis 1988 war Wim van Es. 1995 wurde noch das Nederlands Instituut voor Scheeps- en onderwaterarcheologie (NISA) („Niederländisches Institut für Schiffs- und Unterwasserarchäologie“) in den ROB integriert. 2006 wurden alle Dienste wieder zusammengelegt. Diese neue Gesamtorganisation trug bis 2009 den Namen Rijksdienst voor Archeologie, Cultuurlandschap en Monumenten (RACM) („Reichsdienst für Archäologie, Kulturlandschaft und Denkmäler“). Der Name des Dienstes verursachte aufgrund seiner Länge regelmäßig unpraktische Situationen, so dass nach einem Alternativnamen gesucht wurde. Es sollte auch keine Abkürzung verwendet werden, wie es in der Vergangenheit bei ROB und RDMZ der Fall gewesen war. Der Name wurde daher 2009 in Rijksdienst voor het Cultureel Erfgoed geändert. Seit 2011 sind auch die Kernaufgaben des Instituut Collectie Nederland (ICN) („Institut für niederländische Sammlungen“), dessen Sammlungsmanagement sowie die Wissensentwicklung und -verbreitung dem Rijksdienst zugeordnet.
Seit dem 1. Januar 2018 ist Susan Lammers Direktorin des Rijksdienst voor het Cultureel Erfgoed. Sie löste Cees van ’t Veen ab, der den RCE seit 2008 geleitet hatte.

## Zielsetzung, Aufgaben und Organisation
Der Rijksdienst hat zum Ziel, Denkmale sowie archäologische, bewegliche und kulturlandschaftliche Werte von nationaler und internationaler Bedeutung zu schützen und zu erhalten. Der Dienst führt die damit verbundenen Aufgaben im Rahmen des niederländischen Denkmalgesetzes (Monumentenwet) von 1988 durch und verwaltet die Denkmalliste. und das Archäologische Informationssystem (ARCHIS)
Der Rijksdienst voor het Cultureel Erfgoed gliedert sich in einen administrativen und einen fachlichen Bereich. Der administrative Bereich umfasst Abteilungen für Kommunikation, Controlling, Daten, digitale Infrastruktur, Finanzen und Facilities, rechtliche Angelegenheiten, das maritime Depot, Personal & Organisation, Strategie & Internationales sowie für gesetzliche Aufgaben. Dem fachlichen Bereich sind die Abteilungen für Archäologie, Konservierung & Restaurierung,
Kunstsammlungen, Landschaft, Denkmäler & Sammlungen, Region Mitte-Süd, Region Nordost und Region Nordwest zugeordnet.

## Standorte
Bis 2009 hatte das RACM drei Niederlassungen in Zeist, Amersfoort und Lelystad. 2009 ging die Niederlassung Zeist in der Niederlassung Amersfoort auf. Seit 2011 verfügt das RCE über zwei weitere Dependancen in Amsterdam, mit den Arbeitsschwerpunkten Konservierung und Restaurierung, und in Rijswijk, wo sich ein großes Depot befindet. 2016 wurde der Standort Lelystad aufgelöst.

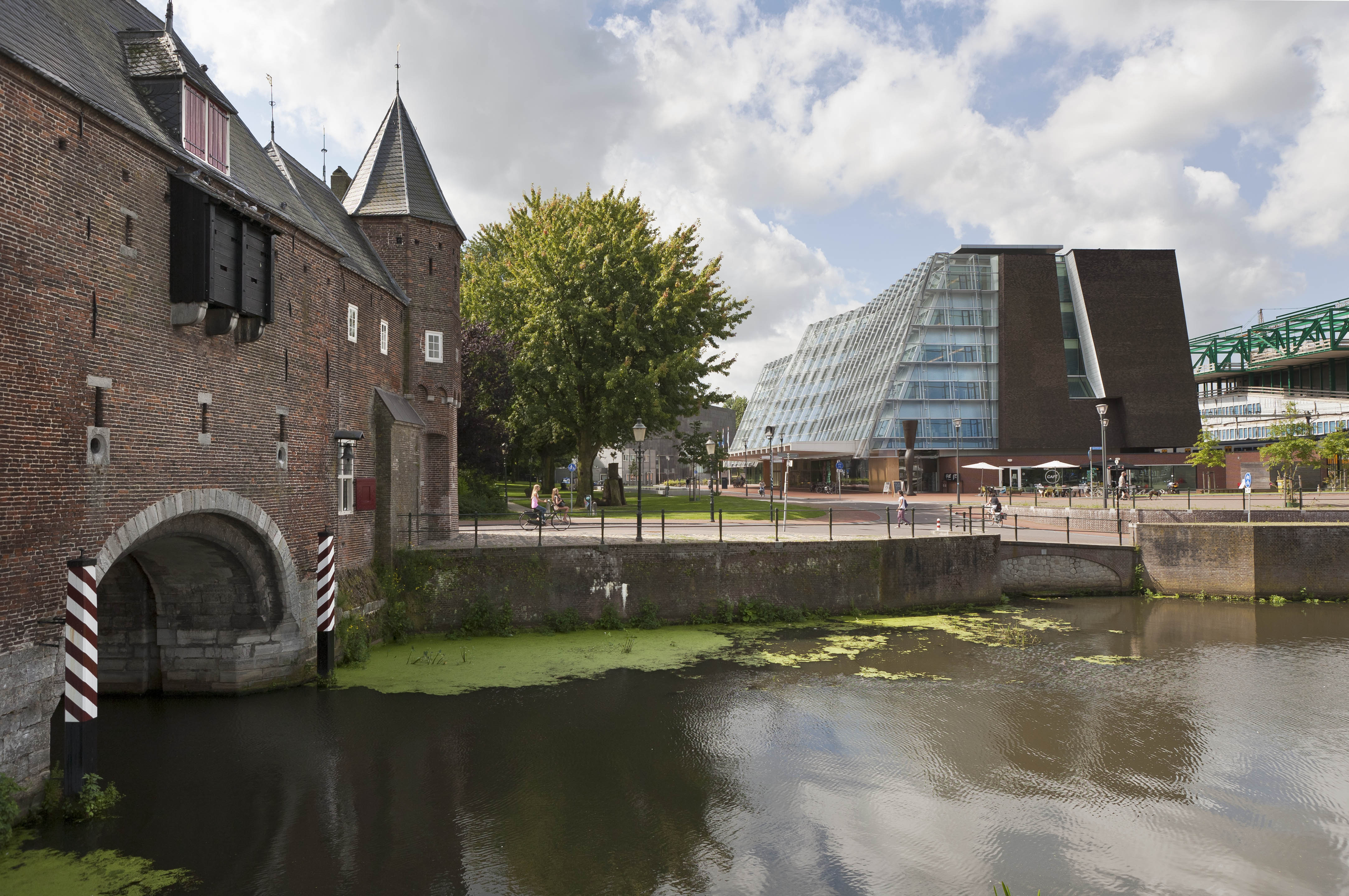
RCE-Gebäude in Amersfoort (rechts), links das mittelalterliche Stadttor Koppelpoort

### Amersfoort
In Amersfoort wurde ein neues, großes und hochmodernes Gebäude errichtet, das von dem spanischen Architekten Juan Navarro Baldeweg im Auftrag des Rijksgebouwendienst (Behörde für Regierungsgebäude) entworfen worden war. Auf der zur Stadt gelegenen Seite hat das Bauwerk eine schräge Fassade mit einer doppelten, wärmeregulierenden Glasschicht. Die offizielle Eröffnung einschließlich der Bibliothek, dem großen Archiv und den Sammlungen von Fotos und Zeichnungen wurde am 24. Juni 2009 von Königin Beatrix vorgenommen. Bis zum Frühjahr 2014 beherbergte das Gebäude auch noch die Kunsthal KAdE (Kunsthalle KADe; KADe steht für Kunst aan de Eem / „Kunst an der Eem“).

### Lelystad (bis 2016)
Die Niederlassung Lelystad war bis 2016 (anstelle der 1995 in den RDMZ integrierten NISA) für die Verwaltung und Erhaltung des archäologischen maritimen Erbes der Niederlande zuständig. Das Gebäude an der Küste des IJsselmeeres war 140 Meter lang und zwölf Meter hoch und besaß die Form eines umgekehrten Rumpfes. Diese Form war symbolisch für den Inhalt, hatte aber auch einen praktischen und wirtschaftlichen Hintergrund. Es ging darum, so viel Innenraum wie nötig mit so wenig Außenhaut wie möglich zu schaffen, was einen geringen Energieverbrauch gewährleistete. Das Gebäude war ein Entwurf des Rotterdamer Architekten Kees Christiaanse. Im Jahr 2016 wurde dieser Zweig des RCE aufgelöst. Die nationale meeresarchäologische Sammlung wurde der Stichting Erfgoed Batavialand („Erbgutstiftung Batavialand“) übertragen, das Gebäude schließlich abgerissen.

## Bibliotheken, Bilddatenbank und Bereitstellung von Bildern

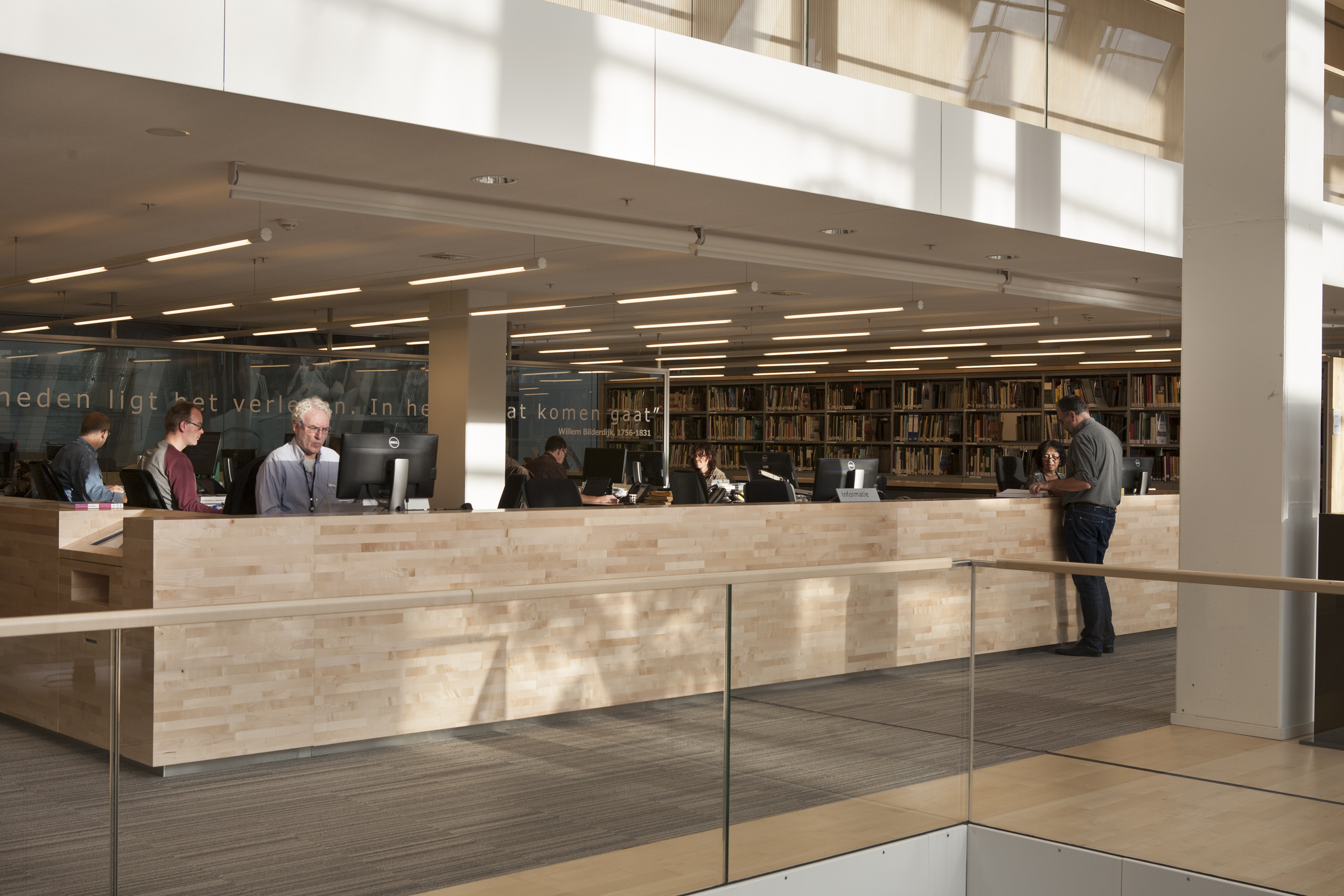
Eingangsbereich der Bibliothek

Seit 1875 sammelten die verschiedenen Organisationen, die inzwischen im Rijksdienst voor het Cultureel Erfgoed aufgegangen sind, Bücher, Zeitschriften und Quellen zu den Themen Kunst, Baugeschichte, Heimatkunde, Denkmalpflege, Landschaft, Archäologie, Geologie sowie Denkmalpflege und Restaurierungstechnik. Alle diese Bestände wurden 2009 in der zentralen Bibliothek in Amersfoort zusammengeführt. Im Jahr 2011 wurden die Bibliotheksbestände des ehemaligen Niederländischen Instituts für niederländische Sammlungen (Instituut Collectie Nederland) ergänzt. Die Bibliothek ist für die interessierte Öffentlichkeit zugänglich. Die Bestände der Bibliothek können vor Ort eingesehen werden, werden aber nicht ausgeliehen. Inzwischen verfügt die Bibliothek über rund 125.000 Bücher (davon 3.000 alte Ausgaben aus der Zeit vor 1900), um die 8.000 laufende oder abgeschlossene Zeitschriftenreihen (wozu es in den Katalogen über 100.000 Artikelverweise gibt), sowie ungefähr 25.000 archäologische, bauhistorische und andere Berichte.
Neben der großen Bücher- und Zeitschriftensammlung verwaltet die Bibliothek auch eine Reihe von Sondersammlungen. So wurde 2006 die gesamte Kollektion von Zeichnungen, Manuskripten, Fotos und Inventaren der Stichting Historisch Boerderij-Ozoek (SHBO) (Stiftung Historische Bauernhofuntersuchung) übernommen. Das Archiv des dekorativen Malers und Restaurators Jacob Por befindet sich ebenfalls in der Bibliothek. Am Standort Rijswijk befinden sich die Bibliotheksbestände aus der Kunstsammlung ICN, die das RCE im Auftrag des niederländischen Staates verwaltet. Hier gibt es insbesondere Titel zu Malerei und Skulptur sowie Künstlermonographien und Ausstellungskataloge. Die Dependance in Amsterdam verfügt über eine Spezialbibliothek rund um die Themen des Museumsmanagements, der Konservierung und Restaurierung von Materialien jeglicher Art, der künstlerischen Techniken und der Forschungsmethoden. Die dortige Sammlung beinhaltet Bücher, Zeitschriften, Tagungsberichte, audiovisuelle Medien und Dissertationen. Dort können auch online das Conservation Information Network (BCIN) und der Nederlandse Centrale Catalogus (NCC-OBN) eingesehen werden.
Der Rijksdienst voor het Cultureel Erfgoed verfügt über eine Bildersammlung mit annähernd einer Million Photographien. Seit 2011 wurden davon über 450.000 Wikimedia Commons zur freien Verfügung gestellt. Von diesen hunderttausenden von Bildern sind jeweils um die tausend alleine von den Photographen Cornelis Steenbergh, Paul van Galen, Anton Bicker Caarten, Klaas Uilkema, und G.Th. Delemarre aufgenommen worden.

## Publikationen
Im Rahmen seiner Aufgaben tritt der Rijksdienst voor het Cultureel Erfgoed als Herausgeber und Verlag in Erscheinung. Neben einer großen Anzahl von Monographien erscheinen bei ihm die auch digital abrufbaren Zeitschriftenreihen
- Tijdschrif van de Rijksdienst voor het Cultureel Erfgoed, erscheint dreimal jährlich;[24] und
- Rapportage Archeologische Monumentenzorg, unregelmäßige Erscheinungsweise, schon 1998 vom ROB begründet und 2006 vom RACM weitergeführt.[24]

Bereits der ROB hatte zwischen 1950 und 2006 die regelmäßig erscheinende Publikationsreihe
- ROB Berichten (Berichten van de Rijksdienst vor het Outheidkundig Bodemonderzoek)[25] herausgegeben.

Vom RACM erschien zwischen 2006 und 2009 die Reihe
- Nieuwsbrief RACM.[26]